# Gassendi (cràter)

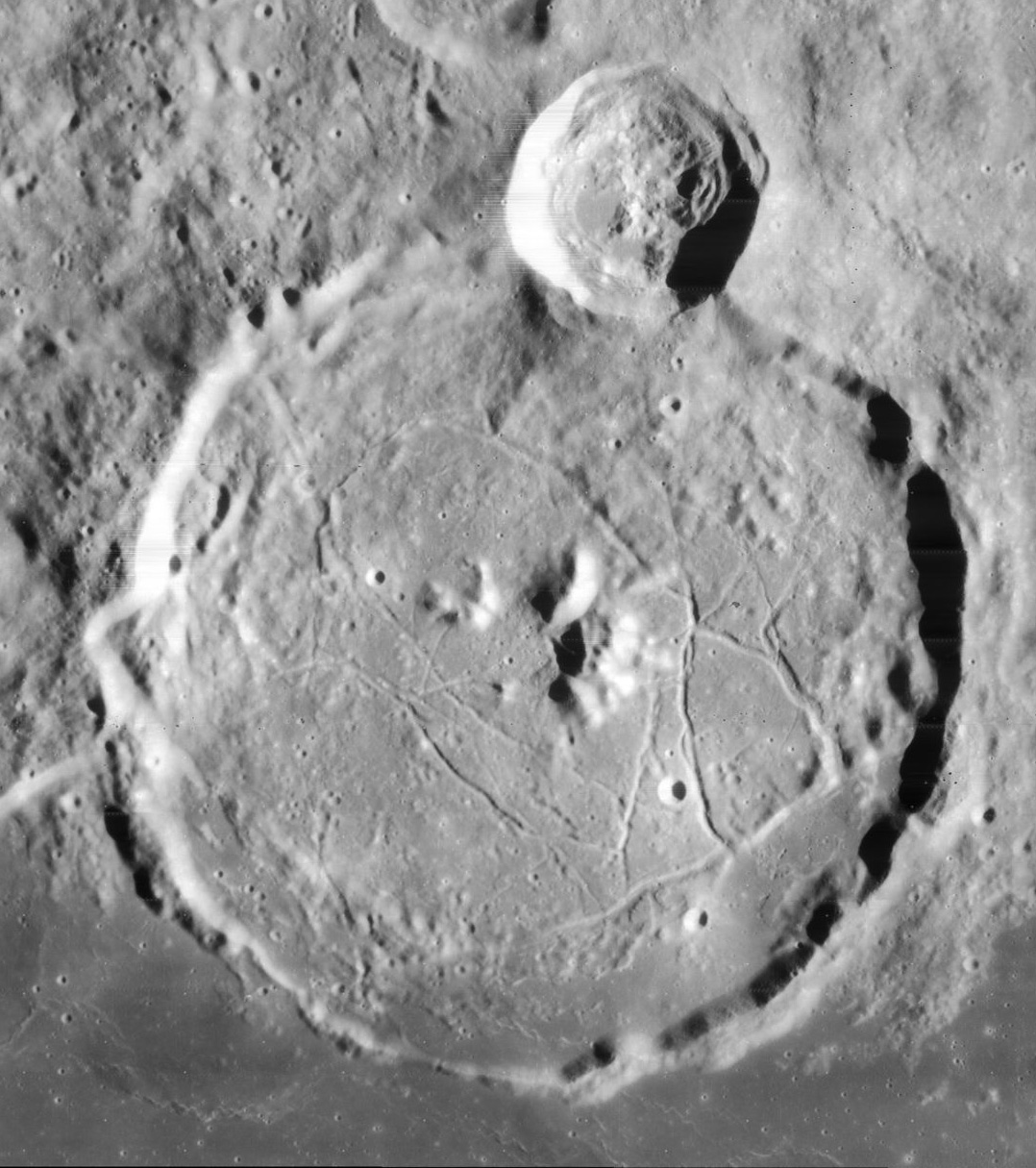
Fotografia de la missió Lunar Orbiter 4 (1967)

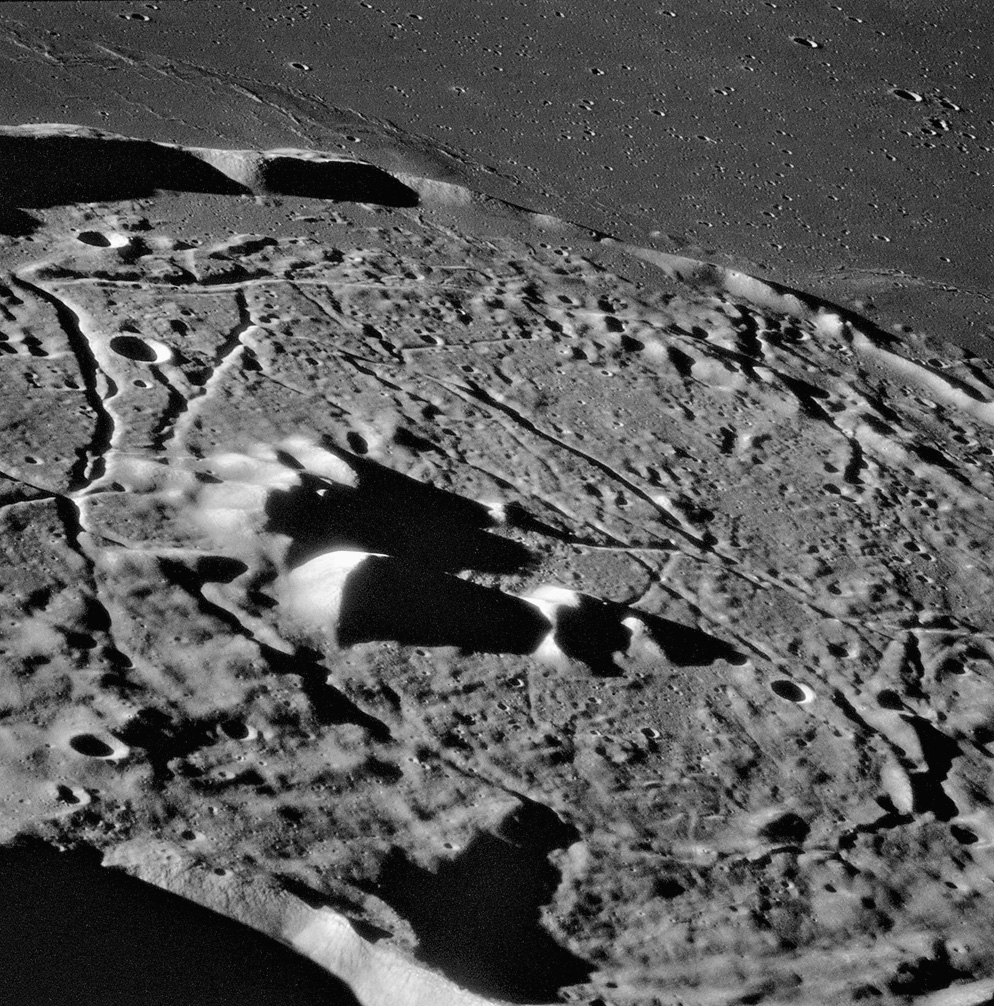
Fotografia de la missió Apollo 16

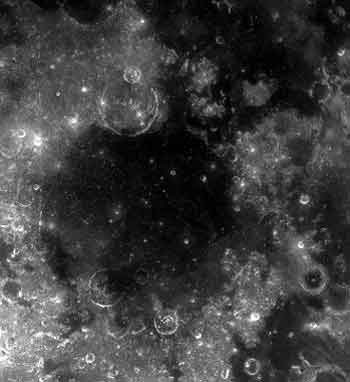
Mare Humorum. El gran cràter més al nord del mar lunar és Gassendi

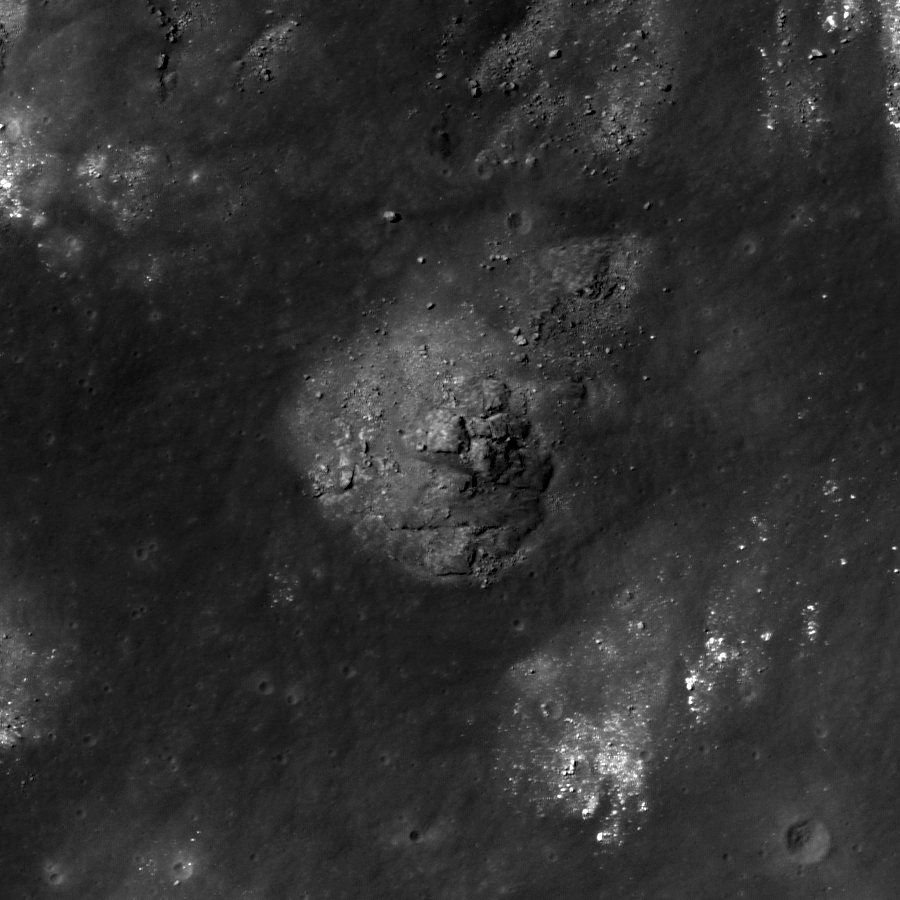
Sòl interior del cràter Gassendi A

Gassendi és una gran cràter d'impacte lunar situat en l'extrem nord de la Mare Humorum. La formació va ser inundada per la lava durant la formació de la mar lunar, per la qual cosa només la vora i els múltiples pics centrals romanen per sobre de la superfície. La vora exterior està desgastada i erosionada, encara que manté una forma generalment circular. El petit cràter Gassendi A envaeix la vora nord, i s'uneix a una elevació propera a la part nord-oest de la planta. El parell de cràters té una curiosa semblança amb un anell de diamants.

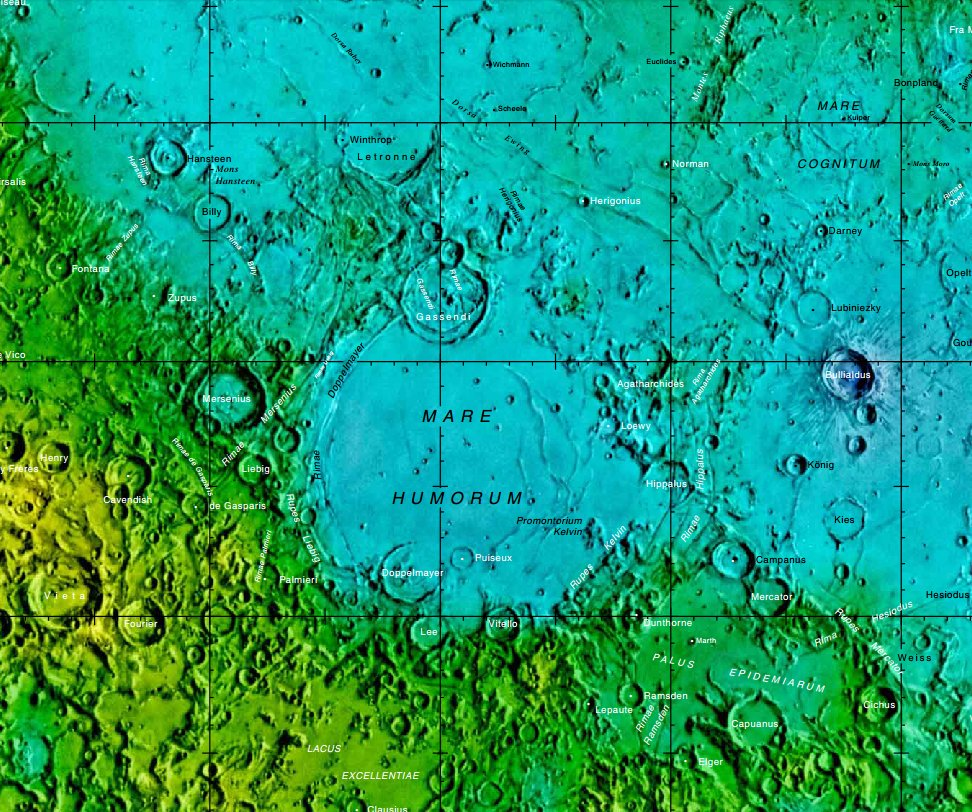
Localització de Gassendi. Cartografia de la missió Lunar Reconnaissance Orbiter

En la part sud del sòl del cràter apareix una formació en forma de cresta semicircular, concèntrica amb la vora exterior. És en la part sud, on la vora se submergeix sota la lava, on una escletxa apareix en el punt més meridional. La vora varia en altura des de tan sols 200 metres fins a un màxim d'al voltant de 2,5 quilòmetres per sobre de la superfície. La planta té nombrosos monticles i punts escarpats. També existeix un sistema d'esquerdes que travessen el sòl, denominat Rimae Gassendi.
En alguns mapes lunars antics el cràter Gassendi A se denomina Clarkson, en memòria de l'astrònom aficionat i selenógrafo britànic Roland L T Clarkson, però aquest nom no és reconegut oficialment per la UAI, i ha estat eliminat.
Gassendi va ser considerat com un possible lloc d'allunatge durant el programa Apollo, però finalment mai va ser seleccionat. No obstant això, va ser fotografiat en alta resolució per la Lunar Orbiter 5 per aquesta raó.

## Cràters satèl·lit
Per convenció aquests elements són identificats en els mapes lunars posant la lletra en el costat del punt central del cràter que està més prop de Gassendi.
|          | \| Gassendi \| Coordenades \| Diàmetre \| \| -------- \| -------------------------------------- \| -------- \| \| A \| 15° 33′ S, 39° 48′ O / 15.55°S,39.80°O \| 32 km \| \| B \| 14° 40′ S, 40° 38′ O / 14.66°S,40.64°O \| 25 km \| \| E \| 18° 27′ S, 43° 38′ O / 18.45°S,43.63°O \| 7 km \| \| F \| 15° 02′ S, 45° 01′ O / 15.03°S,45.02°O \| 8 km \| \| G \| 16° 45′ S, 44° 40′ O / 16.75°S,44.67°O \| 7 km \| \| J \| 21° 37′ S, 37° 06′ O / 21.62°S,37.10°O \| 9 km \| \| K \| 18° 47′ S, 43° 44′ O / 18.78°S,43.74°O \| 6 km \| \| L \| 20° 23′ S, 41° 47′ O / 20.39°S,41.79°O \| 5 km \| \| M \| 18° 37′ S, 39° 09′ O / 18.61°S,39.15°O \| 3 km \| \| N \| 18° 04′ S, 39° 19′ O / 18.07°S,39.32°O \| 4 km \| \| O \| 21° 58′ S, 35° 08′ O / 21.96°S,35.13°O \| 10 km \| \| P \| 17° 17′ S, 40° 45′ O / 17.29°S,40.75°O \| 2 km \| \| R \| 21° 56′ S, 37° 51′ O / 21.94°S,37.85°O \| 4 km \| \| T \| 19° 03′ S, 35° 26′ O / 19.05°S,35.44°O \| 10 km \| \| W \| 17° 40′ S, 43° 44′ O / 17.66°S,43.73°O \| 6 km \| \| Y \| 20° 55′ S, 38° 31′ O / 20.91°S,38.51°O \| 5 km \| |          |
| Gassendi | Coordenades | Diàmetre |
| A        | 15° 33′ S, 39° 48′ O / 15.55°S,39.80°O | 32 km    |
| B        | 14° 40′ S, 40° 38′ O / 14.66°S,40.64°O | 25 km    |
| E        | 18° 27′ S, 43° 38′ O / 18.45°S,43.63°O | 7 km     |
| F        | 15° 02′ S, 45° 01′ O / 15.03°S,45.02°O | 8 km     |
| G        | 16° 45′ S, 44° 40′ O / 16.75°S,44.67°O | 7 km     |
| J        | 21° 37′ S, 37° 06′ O / 21.62°S,37.10°O | 9 km     |
| K        | 18° 47′ S, 43° 44′ O / 18.78°S,43.74°O | 6 km     |
| L        | 20° 23′ S, 41° 47′ O / 20.39°S,41.79°O | 5 km     |
| M        | 18° 37′ S, 39° 09′ O / 18.61°S,39.15°O | 3 km     |
| N        | 18° 04′ S, 39° 19′ O / 18.07°S,39.32°O | 4 km     |
| O        | 21° 58′ S, 35° 08′ O / 21.96°S,35.13°O | 10 km    |
| P        | 17° 17′ S, 40° 45′ O / 17.29°S,40.75°O | 2 km     |
| R        | 21° 56′ S, 37° 51′ O / 21.94°S,37.85°O | 4 km     |
| T        | 19° 03′ S, 35° 26′ O / 19.05°S,35.44°O | 10 km    |
| W        | 17° 40′ S, 43° 44′ O / 17.66°S,43.73°O | 6 km     |
| Y        | 20° 55′ S, 38° 31′ O / 20.91°S,38.51°O | 5 km     |

A causa del seu sistema de marques radials, Gassendi A està assignat com a part del Període Copernicà.

### Altres referències
- (WGPSN), IAU Working Group for Planetary System Nomenclature. «Gazetteer of Planetary Nomenclature. 1:1 Million-Scale Maps of the Moon» (en anglès).  UAI / USGS, 13-02-2013. [Consulta: 6 abril 2016].
- Andersson, L. E.; Whitaker, E. A.,. NASA Catalogue of Lunar Nomenclature (en anglès).  NASA RP-1097, 1982.
- Blue, Jennifer. «Gazetteer of Planetary Nomenclature» (en anglès).  USGS, 25-07-2007. [Consulta: 2 gener 2012].
- Bussey, B.; Spudis, P.. The Clementine Atlas of the Moon (en anglès).  Nueva York: Cambridge University Press, 2004. ISBN 0-521-81528-2.
- Cocks, Elijah E.; Cocks, Josiah C.. Who's Who on the Moon: A Biographical Dictionary of Lunar Nomenclature (en anglès).  Tudor Publishers, 1995. ISBN 0-936389-27-3.
- McDowell, Jonathan. «Lunar Nomenclature» (en anglès).   Jonathan's Space Report, 15-07-2007. [Consulta: 2 gener 2012].
- Menzel, D. H.; Minnaert, M.; Levin, B.; Dollfus, A.; Bell, B. «Report on Lunar Nomenclature by The Working Group of Commission 17 of the IAU» (en anglès). Space Science Reviews, 12, 1971, pàg. 136.
- Moore, Patrick. On the Moon (en anglès).  Sterling Publishing Co, 2001. ISBN 0-304-35469-4.
- Price, Fred W. The Moon Observer's Handbook (en anglès).  Cambridge University Press, 1988. ISBN 0521335000.
- Rükl, Antonín. Atlas of the Moon (en anglès).  Kalmbach Books, 1990. ISBN 0-913135-17-8.
- Webb, Rev. T. W.. Celestial Objects for Common Telescopes, 6ª edición revisada (en anglès).  Dover, 1962. ISBN 0-486-20917-2.
- Whitaker, Ewen A. Mapping and Naming the Moon (en anglès).  Cambridge University Press, 2003. 978-0-521-54414-6.
- Wlasuk, Peter T. Observing the Moon (en anglès).  Springer, 2000. ISBN 1-85233-193-3.